# Rio Cabril (Lima)
O rio Cabril é um rio português afluente da margem esquerda do rio Lima.

Nasce na Serra Amarela e desagua na Albufeira do Lindoso, após um percurso de cerca de 6 quilómetros.